# Merkaz Ja'el
Merkaz Ja'el někdy jen Ja'el (hebrejsky: מרכז יעל, anglicky: Merkaz Ya'el, v oficiálním seznamu sídel Ya'el) je vesnice typu společná osada (jišuv kehilati) v Izraeli v bloku vesnic Ta'anach, v Severním distriktu, v Oblastní radě Gilboa.

## Geografie
Leží v jihovýchodní části zemědělsky intenzivně obdělávaného Jizre'elského údolí nadaleko od okraje pohoří Gilboa, v nadmořské výšce 73 metrů. Západně od vesnice prochází vádí Nachal Gilboa.
Obec je situována 30 kilometrů jihozápadně od Galilejského jezera, 25 kilometrů západně od řeky Jordánu, cca 6 kilometrů jižně od města Afula, cca 72 kilometrů severovýchodně od centra Tel Avivu a cca 40 kilometrů jihovýchodně od centra Haify. Merkaz Ja'el obývají Židé, přičemž osídlení v tomto regionu je ryze židovské. Výjimkou jsou vesnice Sandala a Mukejbla cca 4 kilometry jižním směrem, které obývají izraelští Arabové.
Vesnice leží 5 kilometrů severně od Zelené linie, která odděluje Izrael od okupovaného Západního břehu Jordánu. Od Západního břehu Jordánu byla tato oblast počátkem 21. století oddělena izraelskou bezpečnostní bariérou.
Merkaz Ja'el je na dopravní síť napojen pomocí severojižního tahu dálnice číslo 60 a východozápadního tahu lokální silnice číslo 675.

## Dějiny
Merkaz Ja'el byl založen v roce 1960 jako součást bloku plánovitě zřizovaných zemědělských vesnic Ta'anach (Chevel Ta'anach). Tento blok sestává ze tří takřka identicky rozvržených shluků zemědělských vesnic, které jsou vždy seskupeny po třech s tím, že v jejich geografickém středu se nachází malá čtvrtá vesnice, jež plní střediskové funkce. Merkaz Ja'el je střediskovou obcí pro okolní mošavy Mejtav a Avital a Prazon.
Sídlí zde zařízení předškolní péče o děti a základní škola. Obyvatelé pracují ve službách, částečně v zemědělství, část z nich za prací dojíždí.

## Demografie
Obyvatelstvo Merkaz Ja'el je sekulární. Podle údajů z roku 2008 tvořili naprostou většinu obyvatel v Merkaz Ja'el Židé (včetně statistické kategorie "ostatní", která zahrnuje nearabské obyvatele židovského původu ale bez formální příslušnosti k židovskému náboženství).
Jde o velmi malé sídlo vesnického typu se stagnující populací. K 31. prosinci 2008 zde žilo 46 lidí. Pro rok 2009 zde statistický výkaz neuvádí počet obyvatel.)
| Rok            | 1972 | 1983 | 1995 | 2001 | 2005 | 2008 |
| -------------- | ---- | ---- | ---- | ---- | ---- | ---- |
| Počet obyvatel | 29   | 25   | 37   | 35   | 40   | 46   |